# Issigau
Issigau è un comune tedesco di 1 139 abitanti, situato nel land della Baviera.